# Lussu
Lussu is een plaats in de Estlandse gemeente Saaremaa, provincie Saaremaa. De plaats heette tot in oktober 2017 Metsaküla. Ze heeft de status van dorp (Estisch: küla), maar had in 2011 nog maar drie inwoners. In 2021 was het aantal inwoners ‘< 4’.
Tot in december 2014 behoorde Metsaküla tot de gemeente Kaarma en daarna tot in oktober 2017 tot de gemeente Lääne-Saare. Toen Lääne-Saare opging in de fusiegemeente Saaremaa, werd de naam Metsaküla veranderd in Lussu, omdat in de nieuwe gemeente nog een dorp Metsaküla ligt.

## Geschiedenis
Metsaküla werd in 1732 voor het eerst genoemd onder de naam Lusso Hanso Pert, een boerderij. De boerderij lag verspreid over drie landgoederen: Kaarma-Suuremõisa, Piila en Pähkla. In de 19e eeuw lag de grond braak. In 1922 werd een dorp Metsa genoemd. In de jaren 1977–1997 maakte Metsaküla deel uit van het buurdorp Tõrise.